# Verona Calcio a 5
Il Verona Calcio a 5 è una squadra italiana di calcio a 5 costituita come società a responsabilità limitata, con sede a Verona.

## Storia
Fondata nel 1992 come F.C. Virtus Rekord Five, il miglior risultato ottenuto dalla società è stato raggiunto nella Serie A 1999-00, quando l'ottavo posto in classifica significò la partecipazione ai play-off scudetto. La stagione seguente la società però non presentò domanda di iscrizione al massimo campionato, ripartendo dalla Serie B.
Nel 2003 la società cambia denominazione in Verona Calcio a 5. 
Nella stagione 2009-10 partecipa al campionato di serie A2 dopo aver vinto i play-off; nella stagione successiva la denominazione della società diventa B.P.P. Verona ma già la stagione 2011-12 la società ritorna a essere semplicemente "Verona a Calcio a 5". La formazione scaligera guidata da Marco Langé vince il campionato con una giornata di anticipo ottenendo così la promozione in serie A da cui mancava da dodici anni. Anche questa seconda esperienza nella massima serie si rivela di breve durata poiché la squadra trascorre l'intera stagione nella parte bassa della classifica, contendendosi con il Venezia la dodicesima piazza che significherebbe almeno disputare i play-out. Fallito l'obiettivo e retrocessa in Serie A2, durante l'estate la società si trova a dover rinunciare ad alcuni sponsor e non riesce ad adempiere agli oneri finanziari richiesti dalla CoViSoD, venendo esclusa dal campionato; la società mantiene tuttavia il settore giovanile regionale. Dopo una sola stagione la società ricompone la prima squadra iscrivendola al campionato provinciale di Serie D. Nello stesso campionato la vittoria della Coppa Veneto di categoria, ottenuta in finale contro il Ponte nelle Alpi, vale alla squadra scaligera la promozione in Serie C2.

## Organigramma
- Presidente: Luigi Gianmoena
- Vice Presidente: Massimo Gianmoena
- Vice Presidente/Segretario: Marco Tittarelli
- Allenatore: Marco Langé
- 2º Allenatore: Riccardo Corte
- Preparatore Portieri: Albino Bettoja
- Preparatore Atletico: Massimo Biasia
- Segretario: Dario Villaraspi
- Responsabile Settore Medico: Dott. Rosario Pugliarello
- Responsabile di Magazzino: Gianni Giardini

## Palmarès
- Campionato di Serie A2: 2

1998-99, 2011-12
- Campionato di Serie B: 1

2000-01
- Coppa Veneto di serie D: 1

2014-15